# Jorge Martínez Fernández
Jorge Martínez Fernández (León, Castilla y León, España, 9 de noviembre de 1980) es un árbitro de baloncesto español de la liga ACB. Pertenece al Comité de Árbitros de Castilla y León.

## Trayectoria
Se inició en el arbitraje en 1999 y tras pasar cinco temporadas en categorías provinciales dio el salto a la 1.ª División Masculina. A la temporada siguiente ascendió al Grupo 2 FEB donde estuvo durante dos temporadas antes de pasar a formar parte del Grupo 1 en 2007. Destaca su participación en la final de la Copa del Príncipe que dirigió la temporada 2009–2010 en Melilla, y varios partidos de play-off de Adecco Oro y Plata.

## Temporadas
| Categoría              | País   | Año               |
| ---------------------- | ------ | ----------------- |
| Categorías bases       | España | 1999 - 2004       |
| 1.ª División Masculina | España | 2004 - 2005       |
| Liga EBA               | España | 2005 - 2007       |
| Liga Adecco            | España | 2007 - 2010       |
| Liga ACB               | España | 2010 - Actualidad |